# Brian García
Brian García (León de Los Aldama, 31 de octubre de 1997) es un futbolista mexicano que juega en la demarcación de lateral derecho para el CF Pachuca de la Primera División de México.

## Selección nacional
El 16 de diciembre de 2023 hizo su debut con la selección de México en un partido amistoso contra Colombia que finalizó con un resultado de 2-3 a favor del combinado colombiano tras los goles de Omar Govea y Guillermo Martínez para México, y de Andrés Gómez, Roger Martínez y Andrés Reyes para Colombia. Además fue convocado para jugar la Copa América 2024.

## Clubes
| Club                         | País   | Año       | Partidos | Goles |
| ---------------------------- | ------ | --------- | -------- | ----- |
| Club Tijuana Premier         | México | 2017-2018 | 15       | 0     |
| Club Tijuana                 | México | 2018-2019 | 2        | 0     |
| Deportivo CAFESSA Jalisco    | México | 2020      | 16       | 5     |
| Cimarrones de Sonora         | México | 2020-2021 | 34       | 3     |
| Club Necaxa                  | México | 2021-2022 | 50       | 1     |
| Deportivo Toluca FC          | México | 2023-2025 | 87       | 6     |
| Deportivo Toluca FC (cedido) | México | 2025-     |          |       |

## Palmarés

### Campeonatos nacionales
| Título           | Equipo | País   | Año  |
| ---------------- | ------ | ------ | ---- |
| Primera División | Toluca | México | 2025 |